# 3900 Knežević
3900 Knežević è un asteroide della fascia principale. Scoperto nel 1985, presenta un'orbita caratterizzata da un semiasse maggiore pari a 2,3705982 UA e da un'eccentricità di 0,1373837, inclinata di 6,72550° rispetto all'eclittica.
L'asteroide è dedicato all'astronomo serbo Zoran Knežević.